# Chloeia furcigera
Chloeia furcigera är en ringmaskart som beskrevs av Jean Louis Armand de Quatrefages de Bréau 1866. Chloeia furcigera ingår i släktet Chloeia och familjen Amphinomidae. Inga underarter finns listade i Catalogue of Life.